# Des journées entières dans les arbres
Pour l'adaptation cinématographique, voir Des journées entières dans les arbres (film).
Des journées entières dans les arbres est une nouvelle de Marguerite Duras publiée en 1954.
À la demande de Jean-Louis Barrault, Marguerite Duras l'adapte en pièce de théâtre. La pièce est créée à l'Odéon-Théâtre de France le 1er décembre 1965 dans une mise en scène de Jean-Louis Barrault et publiée en 1968 aux éditions Gallimard comme deuxième pièce du tome Théâtre II.

## Résumé
Jacques et Marcelle vivent ensemble à Paris, ils gagnent leur vie en travaillant dans une boîte de nuit sur les Champs-Élysées. La mère de Jacques vient d'une colonie française lointaine rendre visite à son fils, dans l'espoir de le convaincre de revenir pour s'occuper de l'usine familiale. Jacques était toujours l'enfant préféré et gâté de sa mère, enfant il passait "des journées entières dans les arbres". Il mène encore aujourd'hui une vie oisive, et il perd son argent aux jeux.

## Distribution à la création
- Madeleine Renaud : la mère
- Jean Desailly : le fils
- Anne Doat : Marcelle
- André Weber : Dédé
- Pierre Rousseau : habitué du bar
- Yan Davray : habitué du bar
- Victor Béniard : couple
- Nicole Névat : couple
- Michel Berger : jeunes gens
- Michel Dariel : jeunes gens
- Thommy Vogt : couple
- Yvonne Wenk : couple
- Sylvain Corthay : trio
- Rosalinda : trio
- Dominique Borg : trio
- Pierre Benedetti : client
- Claudie Bourlon : cliente
- Christine Bottaï : entraîneuse
- Céline Salles: entraîneuse
- Costumes : Yves Saint Laurent
- Décors : Joe Downing
- Mise en scène : Jean-Louis Barrault

La pièce est reprise au Théâtre d'Orsay le 14 octobre 1975 avec : 
- Jean-Pierre Aumont : le fils
- Bulle Ogier : Marcelle
- Yves Gasc
- Françoise Dorner
- Jean Martin

## Adaptation de la pièce au cinéma
Marguerite Duras a adapté sa pièce au cinéma :
- Des journées entières dans les arbres, film de Marguerite Duras, sorti en 1977